# Calvin L. Rampton
Calvin Lewellyn « Cal » Rampton, né le 6 novembre 1913 à Bountiful – mort le 16 septembre 2007 à Holladay, est le 11e gouverneur de l’État de l’Utah, aux États-Unis, de 1965 à 1977. Il était membre du Parti démocrate.

## Source
- (en) Cet article est partiellement ou en totalité issu de l’article de Wikipédia en anglais intitulé « Calvin L. Rampton » (voir la liste des auteurs).